# リック・クライン
リック・クライン（Rick Kline）は、アメリカ合衆国のレコーディング・エンジニアである。1978年以降、200作品以上にクレジットされている。アカデミー録音賞には11回ノミネートされているが、1度も受賞には至っていない。

## 受賞とノミネート
| 賞           | 年   | 部門   | 作品名                        | 結果       |
| ------------ | ---- | ------ | ----------------------------- | ---------- |
| アカデミー賞 | 1983 | 録音賞 | 愛と追憶の日々                | ノミネート |
| アカデミー賞 | 1985 | 録音賞 | シルバラード                  | ノミネート |
| アカデミー賞 | 1986 | 録音賞 | トップガン                    | ノミネート |
| アカデミー賞 | 1988 | 録音賞 | ミシシッピー・バーニング      | ノミネート |
| アカデミー賞 | 1990 | 録音賞 | デイズ・オブ・サンダー        | ノミネート |
| アカデミー賞 | 1992 | 録音賞 | ア・フュー・グッドメン        | ノミネート |
| アカデミー賞 | 1995 | 録音賞 | クリムゾン・タイド            | ノミネート |
| アカデミー賞 | 1997 | 録音賞 | エアフォース・ワン            | ノミネート |
| アカデミー賞 | 1999 | 録音賞 | ハムナプトラ/失われた砂漠の都 | ノミネート |
| アカデミー賞 | 2000 | 録音賞 | U-571                         | ノミネート |
| アカデミー賞 | 2005 | 録音賞 | SAYURI                        | ノミネート |